# Penyige
Penyige község Szabolcs-Szatmár-Bereg vármegyében, a Fehérgyarmati járásban.

## Fekvése
A vármegye keleti részén helyezkedik el, a Szatmári-síkságon, Fehérgyarmat keleti szomszédságában. E város központjától 5, Kisartól 10, Csengersimától 24, Mátészalkától 23 kilométer távolságra található.
A szomszédos települések: észak felől Nagyar, északkelet felől Kömörő, kelet felől Mánd, délkelet felől Nagyszekeres, dél-délkelet felől Zsarolyán, dél felől Cégénydányád, nyugat felől pedig Fehérgyarmat.

### Megközelítése
Legfontosabb közúti megközelítési útvonala a 491-es főúton, amely áthalad a központján. Kömörővel és Szatmárcsekével a 4129-es út köti össze; határszélét délen érinti még a 4127-es út is.
A hazai vasútvonalak közül a települést a Nyíregyháza–Mátészalka–Zajta-vasútvonal érinti, melynek egy megállási pontja van itt; Penyige vasútállomás a belterület déli szélén helyezkedik el, közúti elérését a 491-es főútból kiágazó 41 331-es számú mellékút biztosítja.

## Története
Penyige nevének első írásos említése 1181-ből ismert. 1332-ből a neve Penge formában maradt meg, 1435-ben Penige alakban jegyezték fel. Ekkor már egyházas hely volt, Jakab nevű papja 40 dénár pápai tizedet fizetett.
A település a Domahidy család ősi birtokaként ismert. 1423-ban Domahidy Lászlót és rokonát, Istvánt fej- és jószágvesztésre ítélték, ekkor a település egyharmada maradt Domahidy Györgyé, kétharmadát a Kölcsey családbeliek kapták meg. Domahidy György a birtokrészét 1427-ben Csáky Istvánnak, majd 1446-ban az Ujhelyi családnak zálogosította el. 1515-ben az Újlakyak és Ungai Hajas Tamás, 1517-ben Gúthy Ferenc és Imre, 1543-ban Nyikey András és Ifjú Márton, 1581-ben Kóródi István, 1583-ban pedig Dannyay István és Kende Vid kaptak benne résztulajdont.
1630-ban Mosdóssy Imre, majd 1638-ban Szuhay Gáspár, Mátyás és Anna az egész helységet megkapták királyi adományként. A 18. században a Lővey, Kállay, Jármy, Bessenyei, Orosz és Tőrös családok birtoka volt. A 19. században az Isaák és Patay családok, majd a század végén a Vállyi családbeliek birtokolták; a 20. század elején Vállyi János örököseinek birtoka volt.
A község határában található dűlőnevek egyike a Silyedés, melynek mondája után írta Tompa Mihály a Sülyedés című népregéjét.
Itt található a Szenke nevű holtág is, amelybe egy alkalommal, 1905-ben 9 kislány fulladt bele, miután az őket szállító csónak felborult. A szerencsétlenséget megörökítő népballada máig fennmaradt.

## Közélete

### Polgármesterei
- 1990–1994: Kőrösi Miklósné (Agrárszövetség)[3][4]
- 1994–1998: Kőrösi Miklósné (független)[5][6]
- 1998–2002: Kőrösi Miklósné (független)[7][8]
- 2002–2006: Kőrösi Miklósné (MSZP)[9][10]
- 2006–2008: Németi János (független)[11][12]
- 2008–2010: Juhász Gyula (független)[13][14]
- 2010–2014: Juhász Gyula (független)[15]
- 2014–2019: Juhász Gyula (független)[16][17]
- 2019–2024: Juhász Gyula (független)[18]
- 2024– : Juhász Gyula (független)[1]

A településen 2008. július 13-án időközi polgármester-választást (és képviselő-testületi választást) tartottak, az előző képviselő-testület önfeloszlatása miatt. A polgármester-választáson a hivatalban lévő faluvezető is elindult, de alulmaradt egyetlen kihívójával szemben.

## Népesség
A település népességének változása:
| Lakosok száma | 731  | 714  | 712  | 693  | 697  | 700  | 695  |
|               | 2013 | 2014 | 2015 | 2021 | 2022 | 2023 | 2024 |

2001-ben a település lakosságának 98%-a magyar, 2%-a cigány nemzetiségűnek vallotta magát.
A 2011-es népszámlálás során a lakosok 93%-a magyarnak, 3,2% cigánynak, 0,4% ukránnak mondta magát (6,9% nem nyilatkozott; a kettős identitások miatt a végösszeg nagyobb lehet 100%-nál). A vallási megoszlás a következő volt: római katolikus 4,9%, református 67,2%, görögkatolikus 2,8%, evangélikus 0,6%, felekezeten kívüli 5,2% (17,7% nem válaszolt).
2022-ben a lakosság 94,7%-a vallotta magát magyarnak, 2,3% cigánynak, 1,4% ukránnak, 0,6% németnek, 0,3% ruszinnak, 1% egyéb, nem hazai nemzetiségűnek (5,3% nem nyilatkozott; a kettős identitások miatt a végösszeg nagyobb lehet 100%-nál). Vallásuk szerint 3,9% volt római katolikus, 61,4% református, 6,3% görög katolikus, 1,7% egyéb keresztény, 0,4% evangélikus, 5,5% felekezeten kívüli (20,8% nem válaszolt).

## Nevezetességei
- Református temploma – 1893-ban épült, eklektikus stílusban.
- A Penyigei ballada című népi költeményben megénekelt 9 kislány közös síremléke a református temetőben.[23]
- A Millennium tiszteletére emelt harangláb és a lélekharang.
- Helytörténeti kiállítás
- Lekvárium – ahol a környék dzsungelgyümölcsöseiben termett penyigei szilva történetét, feldolgozását mutatják be.
- A településen 2000 augusztusa óta minden évben megrendezik a Szenke-parti nagyvásárt, melyben szabad tűzön készítik a környék hagyományai szerint készült ételeket, mint például a kemencében sült kapros-túrós lángost, vagy a penyigei kötött tésztalevest, tengerivel töltött káposztát és „rongyoslapókát”, melyeket bárki megkóstolhat. De az üstökben rotyog a helyben főzött szilvalekvár is, melyet a vidék hírességeiből, a penyigei- és nemtudomka-szilvákból készítenek.

## Külső hivatkozások
- Penyige az utazom.com honlapján